# Wielka Synagoga w Budapeszcie
Wielka Synagoga (węg. Nagy zsinagóga) – synagoga w Budapeszcie, największa synagoga w Europie i trzecia co do wielkości na świecie, po synagodze chasydów z Bełza w Jerozolimie i synagodze Emanu-El w Nowym Jorku. Jest centrum judaizmu neologicznego, mieści 3000 osób.
Synagoga ma 75 metrów długości i 27 metrów szerokości. Została zbudowana w latach 1854–1859 w stylu mauretańskim, na bazie zasadniczo muzułmańskiego stylu ukształtowanego w Afryce Północnej i Hiszpanii. Projekt synagogi wykonał Ludwig Förster, a wnętrza częściowo zaprojektował Frigyes Feszl. W synagodze na organach grali m.in. Ferenc Liszt oraz Camille Saint-Saëns.
Jeszcze przed II wojną światową, 3 lutego 1939 roku, synagoga została wysadzona w powietrze przez pronazistowskie ugrupowanie strzałokrzyżowców.
Trzyletni program odbudowy synagogi (w znacznym stopniu fundowany przez Estée Lauder, która przeznaczyła na odbudowę 5 milionów dolarów) został ukończony w 1996 roku.
Plac przed synagogą został nazwany na cześć Theodora Herzla, który urodził się w sąsiednim domu w 1860 roku.

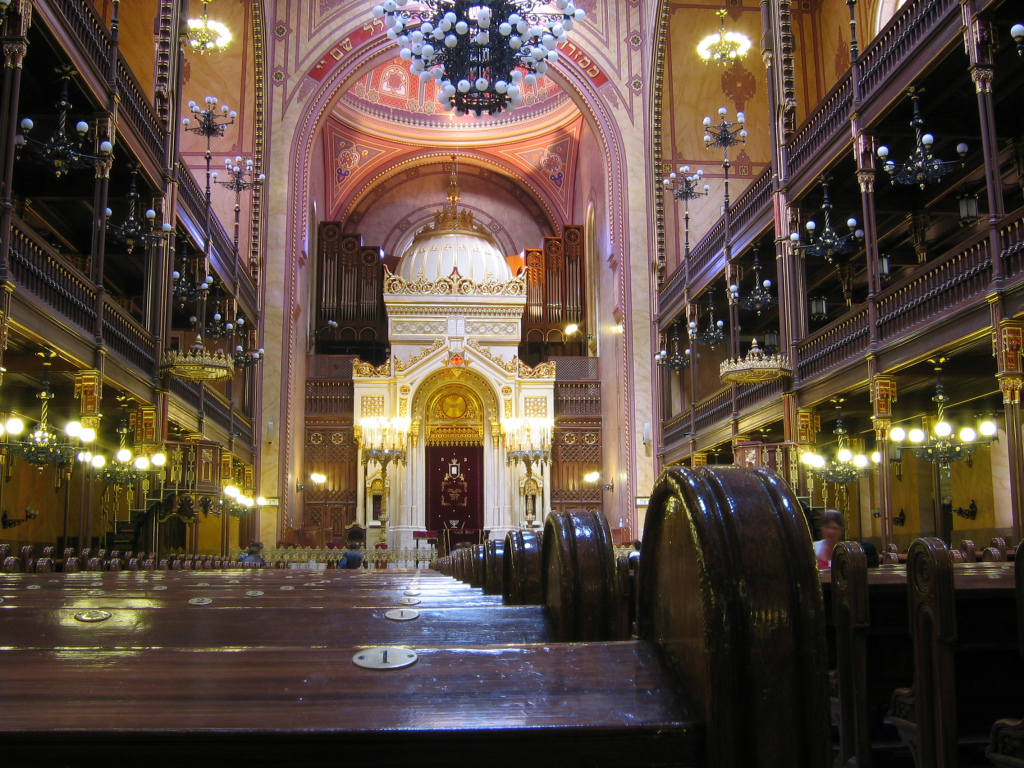
Wnętrze synagogi (2004)
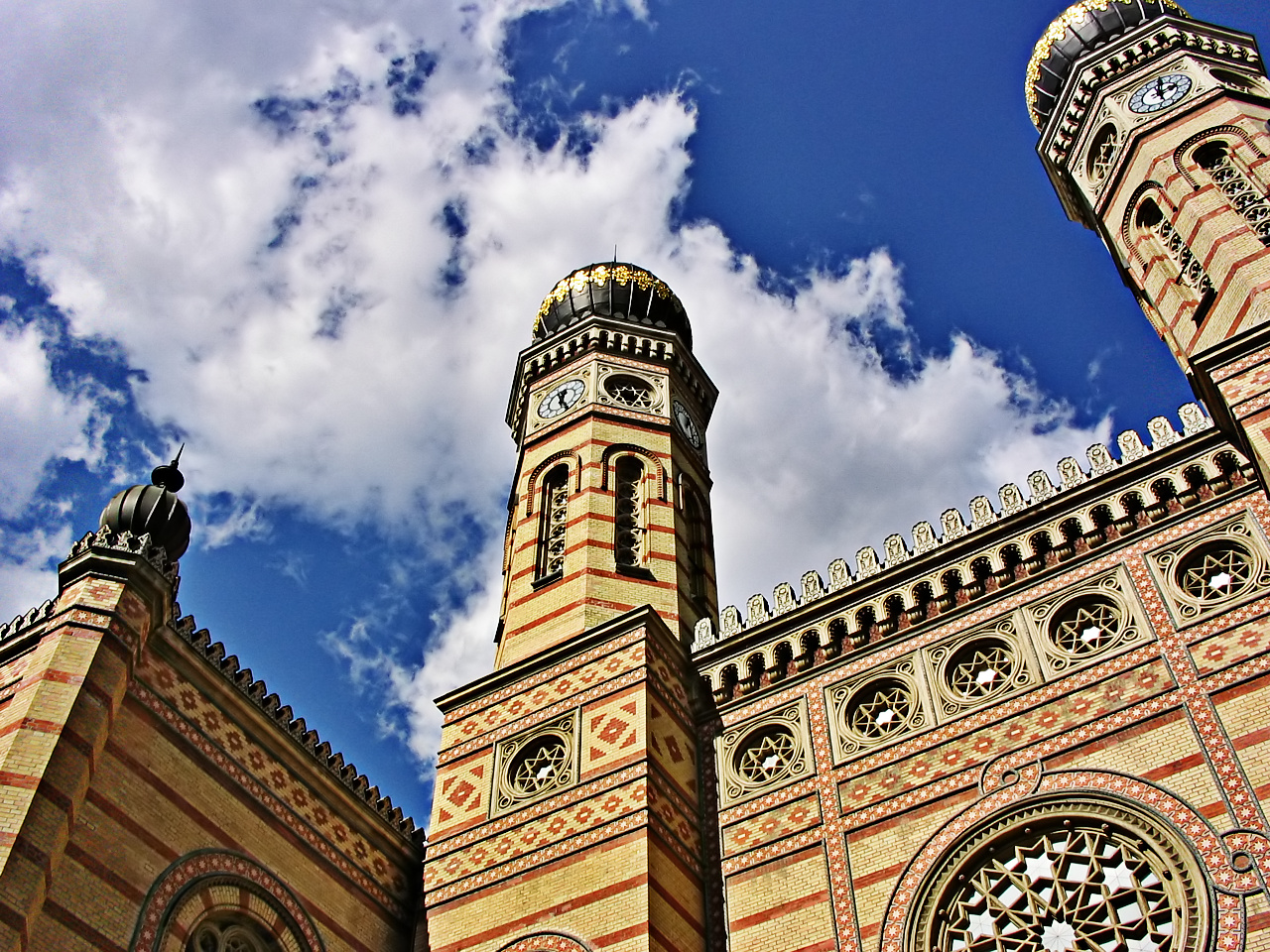
Zewnętrze synagogi (2009)